# Natação artística no Campeonato Mundial de Esportes Aquáticos de 2024 - Rotina livre dueto misto

A prova da rotina livre dueto misto da natação artística no Campeonato Mundial de Esportes Aquáticos de 2024 foi realizada nos dias 9 e 10 de fevereiro de 2024 em Doha, no Catar.

## Cronograma
Todos os horários estão na hora local (UTC+3).
| Data            | Hora  | Evento       |
| --------------- | ----- | ------------ |
| 9 de fevereiro  | 09:30 | Eliminatória |
| 10 de fevereiro | 09:30 | Final        |

## Formato da competição
A competição consiste em duas rodadas: preliminar e final. As 12 melhores duplas classificam-se a final. Nesta edição, como haviam apenas 10, todos estavam automaticamente classificados à final.

## Medalhistas
| Ouro                             | Prata                                        | Bronze                                    |
| China · Cheng Wentao · Shi Haoyu | Espanha · Dennis González · Mireia Hernández | México · Trinidad Meza · Diego Villalobos |

## Resultados
| Pos.              | Nadadoras                                | Nacionalidade | Eliminatória | Eliminatória | Final    | Final |
| Pos.              | Nadadoras                                | Nacionalidade | Pontos       | Pos.         | Pontos   | Pos.  |
| ----------------- | ---------------------------------------- | ------------- | ------------ | ------------ | -------- | ----- |
| Medalha de ouro   | Cheng Wentao Shi Haoyu                   | China         | 215.2042     | 1            | 224.1437 | 1     |
| Medalha de prata  | Dennis González Mireia Hernández         | Espanha       | 202.6041     | 2            | 208.3583 | 2     |
| Medalha de bronze | Trinidad Meza Diego Villalobos           | México        | 183.4813     | 3            | 192.5772 | 3     |
| 4                 | Jennifer Cerquera Gustavo Sánchez        | Colômbia      | 181.7958     | 4            | 191.8729 | 4     |
| 5                 | Nargiza Bolatova Eduard Kim              | Cazaquistão   | 140.8416     | 7            | 170.6875 | 5     |
| 6                 | Jelena Kontić Ivan Martinović            | Sérvia        | 156.4125     | 5            | 161.5540 | 6     |
| 7                 | Kantinan Adisaisiributr Voranan Toomchay | Tailândia     | 135.4730     | 8            | 144.5978 | 7     |
| 8                 | Bernardo Santos Anna Giulia Veloso       | Brasil        | 141.3770     | 6            | 118.0980 | 8     |
| 9                 | Andy Ávila Carelys Valdés                | Cuba          | 75.6249      | 10           | 96.8334  | 9     |
| 10                | Hristina Cherkezova Dimitar Isaev        | Bulgária      | 108.2458     | 9            | 93.7938  | 10    |